# ガラナ飲料

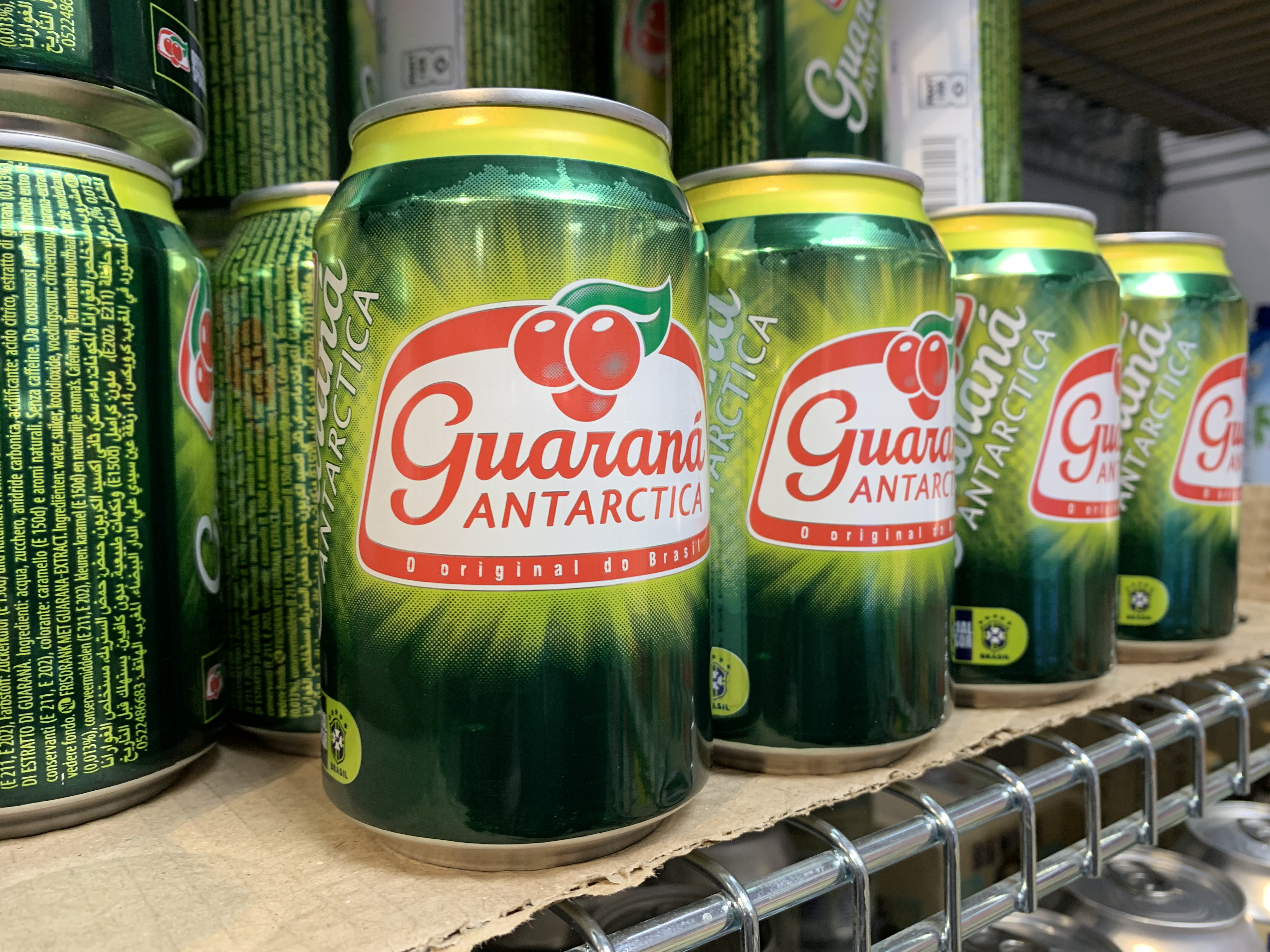
ガラナ缶

ガラナ飲料（ガラナいんりょう、ブラジルポルトガル語: Guaraná）とは、ガラナの実を利用した炭酸飲料である。

## 概要
見た目はほぼ透明である。なお、ガラナの実自体はあまり味はなく、やや苦味がある程度である。
ブラジルではコーラ類と並ぶ国民的なソフトドリンクで、現アンベブ (Ambev) 社（旧アンタルチカ社「ガラナ・アンタルチカ」）、コカ・コーラ社（ブランド名「クアッチ」）など多数のメーカーで製造・販売されている。なおガラナ・アンタルチカは、2002年よりサッカーブラジル代表（セレソンともいう）公式飲料となっている。また、一部は日本でも入手できる。

## 歴史
アマゾン川流域に野生する植物ガラナは、マウエー族やムンズルクー族などのインディオ（アメリカ先住民）により、古くから薬用品・滋養飲料として愛用されていた。これに目をつけたのがアンタルチカ社で、20世紀の初頭にガラナの種実特有の渋味と苦味を取り除くことに成功し、ガラナ飲料の生産に着手した。
当初、泡が立つ飲料のために「ガラナ・シャンペーン」と銘打って1921年に生産を開始した。また、ライバルのブラーマ社なども同じくガラナ飲料を販売した。以後、ブラジル国民に支持されつづけ、現在ではブラジルを始めとする世界中の多くの国でガラナ飲料が生産・販売されている。現在、ガラナ飲料は世界で4番目に多く消費されている飲料にランクされている。
なお、後にアンタルチカ社はブラーマ社と合併してアンベブ社となり、さらにベルギーのインターブリュー社と合併してインベブ社となっているが、アンタルチカやブラーマはブラジルのビールやガラナのブランドとしてその名を残している。

### 日本

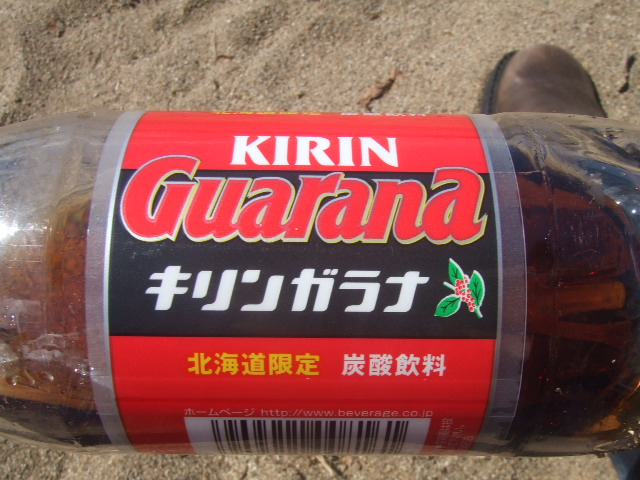
キリンビバレッジのガラナ飲料 北海道限定品（2008年9月）

日本では、1958年に全国清涼飲料協同組合連合会がアメリカのコカ・コーラに対抗するために開発した。特にコカ・コーラの製造が他の都府県に比べて遅かった北海道では、コーラ飲料より一足先に普及した。全国をコカ・コーラなどの大手飲料水メーカーが席巻し、都府県の中小飲料メーカーが廃業する中でも北海道では根強い人気を持ち、その名残りとして中小メーカーや大手飲料メーカーが北海道限定品として販売している物が多い。
一方で関西・九州でのガラナ飲料の発展過程は、北海道・東日本のものとは違い、ノンアルコールビールとして広がりを見せたと言われる。南関東地区を中心に展開している喫茶店チェーン、「喫茶室ルノアール」でもガラナ（コアップガラナ）を飲むことが可能。また、小規模店舗（個人経営の店等）でも一部コアップガラナを中心に、ガラナを飲むことができる料理屋がある。最近では、こどもびいるのように見た目をビールに似せた子供向けガラナ飲料もある。
また、ブラジル人の多く住む群馬県邑楽郡大泉町、神奈川県横浜市、静岡県浜松市などのブラジル人向けスーパーマーケットや食材店でも、ブラジル輸入のガラナ飲料（アンタルチカなど）が入手できる。さらに最近では、コンビニエンスストアのセイコーマートがプライベートブランドのガラナ飲料を発売しており、それらは北海道以外でセイコーマートが進出している茨城県と埼玉県で入手できる。